# Ghetto de Bugaj
Le ghetto de Bugaj, nommé par les Allemands Jüdische Kolonie Bugitten und Neuhagen, est un ghetto juif rural polonais, créé par les nazis en octobre 1940 dans le Reichsgau Wartheland, sur le territoire de Bugaj et de Nowiny Brdowskie. Des Juifs de Koło et de Babiak y sont transférés et y résident jusqu'à la liquidation du ghetto, en janvier 1942, lorsqu'ils sont déportés par camion au centre d'extermination de Chełmno, où la quasi-totalité d'entre eux est assassinée.

## Histoire
Après l'invasion de la Pologne par l'Allemagne nazie en septembre 1939, les villages Bugaj et Nowiny Brdowskie, auparavant inclus dans la voïvodie de Łódź, font partie du Reichsgau Wartheland, territoire polonais annexé au Troisième Reich.
Le 2 octobre de la même année, l'occupant crée sur le territoire des deux villages un ghetto juif rural, qui s'étend sur environ 3 km2. Les Juifs du village voisin de Babiak (240 personnes environ) y sont déplacés par les nazis à cette date. Ils sont rejoints par une partie de la communauté juive de Koło (150 à 200 familles),.
La population juive du ghetto rural ainsi constitué effectue des travaux agricoles dans les environs, et subsiste tant bien que mal en vendant une partie de ses biens à d'autres Polonais non-Juifs,.
Les 6 et 9 janvier 1942, une quinzaine de Juifs bien portants sont envoyés effectuer des travaux forcés au centre d'extermination de Chełmno, où certains d'entre eux doivent creuser les charniers. La totalité des habitants du ghetto, soit entre 600 et 800 personnes, est déportée à Chełmno par camion quelques jours plus tard, le 13 janvier, où elle est assassinée par les nazis,.
L'un des seuls Juifs — si ce n'est le seul — du ghetto à avoir survécu à la Shoah, Mordechaï Podchlebnik, fait partie des Juifs envoyés au centre d'extermination dès le 9 janvier. Après l'extermination des Juifs du ghetto, il parvient à s'évader et à gagner le ghetto de Varsovie,. Il y relate qu'à Chełmno, lors du déchargement d'une camionnette remplie des corps des Juifs devant être enterrés, il a découvert les corps de sa femme et de ses deux enfants (un garçon de 7 ans et une fille de 4 ans). Il a alors voulu qu'on l'abatte, mais un SS l'a frappé et l'a obligé à continuer à travailler.